# Kristian von Krusenstierna
Kristian Philip Johan von Krusenstierna, född 4 mars 1977, är en svensk dressyrryttare. Han äger familjeföretaget Ågesta Gård och Ridskola AB som ligger i anslutning till Ågesta gård i Huddinge kommun, Stockholms län. von Krusenstierna tävlar internationellt.

## Biografi
von Krusenstierna föddes 4 mars 1977 i Farsta utanför Stockholm, där han växte upp på sina föräldrars ridskola vid Ågesta gård. Närheten till hästarna gjorde att han började rida mycket tidigt, dock mest som fritidsnöje samtidigt som han utövade andra sporter som tennis och fotboll. När han var åtta år gammal började han tävla på Gotlandsrusset Markis som stod på ridskolan. Då tävlade han både banhoppning, fälttävlan och dressyr. 
1989 fick von Krusenstierna låna en ponny vid namn Kompis och deras framgångar tillsammans fick honom att få upp ögonen för dressyren. Tillsammans med Kompis tävlade han i ponny-SM med ett brons som resultat. Året därpå vann han guld. von Krusenstierna tävlade framgångsrikt på ponny i både hoppning och dressyr med flera SM-starter och även en EM-start, fram till 1994 då han började tävla med stor ponny som junior och sedan som young rider. 1998 avslutade han young rider-karriären genom att vinna Young Rider Krafft Cup. Sammanlagt blev det 8 SM-, 2 NM-, och 5 EM-starter under ungdomsåren.
Mellan 1998 och 1999 jobbade von Krusenstierna i 10 månader hos dressyrstjärnan Jan Brink och fick gå med i en träningsgrupp som kallades Knytkalaset där ryttarna fick träna en gång i månaden för den erfarna tränaren och dressyrryttaren Kyra Kyrklund. 2001 fick han åka till England för att jobba i 10 månader i Kyrklunds stall Snowhill Farm i West Sussex. Med hjälp av Kyrklund och hennes sambo Richard White kunde han avancera till Grand Prix-nivå.
von Krusenstierna deltog i det svenska laget i Ryttar-VM 2006 i Aachen tillsammans med Wilson, där de nådde en 63:e plats individuellt och en 5:e plats tillsammans med laget som i övrigt bestod av Jan Brink, Tinne Vilhelmson och Louise Nathhorst. 
von Krusenstierna fick även rycka in som reserv under världscuptävlingarna i Globen 2007 där han hamnade på en 5:e plats, vilket var en anmärkningsvärd prestation då han fick åka hemifrån med hästarna i ett sent skede. Med den placeringen kvalade han in till kürfinalen. Dock var han inte förberedd för detta och tvingades låna musik från en vän och från Jan Brink för att därefter hitta på ett dressyrprogram. Trots den korta tidsvarseln hamnade han på en 9:e plats.
Idag[när?] jobbar von Krusenstierna på sina föräldrars ridskola i Farsta med ansvar för cirka 55 skolhästar och ridlektionerna, samtidigt som han har ett tävlingsstall med cirka 8 hästar. Han arbetar även som beridare och utbildar hästar upp till Grand Prix-nivå.

## Meriter
- Guld och bronsmedalj från Junior-SM
- 5:e plats i sin första världscuptävling och 9:e plats i finalen.
- Har totalt 6 st SM-medaljer, 3 st NM-medaljer och 1 EM-medalj.
- 1:a plats i Flyinge Elit Grand Prix och Grand Prix Kür år 2005

## Topphästar
- Wilson (född 1991), mörkbrun Svenskt varmblod e: Norson
- Quarzo (född 1998), mörkbrun Pura Raza Español/Andalusier e: Griffi
- Charleston (född 1998), Fuxfärgat Svenskt varmblod e: Björsells Briar 899
- April 4cible (född 1998), Fuxfärgat Svenskt varmblod e: Björsells Briar 899